# ブロック174
ブロック 174
- 用途：偵察機
- 製造者：SNCASO
- 初飛行：1939年1月5日
- 生産数：50機
- 運用開始：1940年3月
- 運用状況：退役

ブロック 174

ブロック 174 (Bloch MB.174)は、ブロック社によって開発されSNCASOで生産されたフランスの偵察機である。速度と操縦性に優れていたものの、登場が遅すぎたため戦争のなりゆきに影響を及ぼすことはなく、1940年5月までにわずか50機が生産されただけである。しかし、フランスの敗北前の数週間に、ドイツの戦闘機に匹敵する性能を証明した。

## 概要
最初の作戦飛行でMB.174の操縦桿を握ったのは、フランス民間航空の先駆者、アントワーヌ・ド・サン＝テグジュペリ大尉で、1940年3月29日のことである。試作機はすでに前年の1939年1月5日に飛行しており、優れた性能を示していた。
偵察機型に加えて、ブロック 175とブロック 176の２つの爆撃機型があった。いずれも戦闘に参加しなかったが、非常に評判が良かったため、戦後になってからも、雷撃機型が制作されたほどである。
独仏休戦協定後に行われたフランス空軍の再編成で、チュニジアを拠点とし、1941年から1942年にかけて多くの急降下爆撃任務を遂行した。

## 性能諸元
- 全長：12.22 m
- 全幅：17.90 m
- 全高：3.58 m
- 重量：7,150kg
- エンジン：グノーム・ローン14 空冷星型14気筒 1,140hpx 2
- 最大速度：530 km/h (高度5,200mで)
- 上昇限度 : 11,000m
- 航続距離：1,650km
- 武装：7.5mm機銃×7,爆弾400kg
- 乗員：3名

### 参考書籍
- Angelucci, Enzo、Matricardi, Paolo 著、石川好美 訳『航空機 第二次大戦Ⅰ』木村秀政（日本語版監修）、小学館〈万有ガイド・シリーズ4〉、1981年9月。